# Брянский мясокомбинат
АО «Брянский мясокомбинат» — одно из крупнейших мясоперерабатывающих предприятий ЦФО и Брянской области, акционерное общество.

## История
В начале 1930-х годов, с окончанием периода НЭПа в СССР наблюдалась острая нехватка продуктов питания и товаров народного потребления. ЦК ВКП(б) и Совет Народных Комиссаров в 1931 году принимают специальное обращение «О развитии мясной и консервной промышленности» в котором ставилась задача строительства крупных мясоперерабатывающих предприятий и развёртывания мясной и консервной промышленности, «на базе новейших достижений науки и техники» в целях коренного улучшения снабжения трудящихся.
В 1931 — 1933 годах в стране началось строительство крупных мясоперерабатывающих предприятий в Москве, Ленинграде, Брянске, Баку, Орске и других крупных городах. Брянский мясокомбинат был сдан в эксплуатацию в 1935 году. Непосредственное участие в заказе проектно-сметной документации, снабжении строительства и запуске производственных цепочек принимал Народный комиссар снабжения СССР, а с 1934 года пищевой промышленности СССР — Анастас Микоян.
Предприятие спроектировано инженерами и архитекторами крупной американской компании. По техническому оснащению и масштабу предприятие встало в один ряд с крупнейшими мясокомбинатами того времени. В год своего основания предприятие выработало 4393 тонны мяса и 383 тонны колбасных изделий, что по тем временам считалось серьёзным достижением.
Комбинат был почти полностью разрушен в годы Великой Отечественной войны, во время оккупации Орловской области войсками нацистской Германии. Деятельность по восстановлению комбината началась в октябре 1943 года, продолжил работу с 1944 года. Полностью восстановлен в 1951 году.
В советский период комбинат входил в систему Министерства мясной и молочной промышленности СССР, находился в ведении Главного управления мясной промышленности «Главмясо» Наркомата мясной и молочной промышленности СССР, с 1944 г. – Министерства мясной и молочной промышленности РСФСР. С 1944 года входил в структуру Орловского, а с августа 1944 года - Брянского треста «Росглавмясо». Производство состояло из: холодильника, убойно-утилизационного корпуса, машинного отделения..
В разные годы продукция предприятия была многократно удостоена высших наград престижных всероссийских и международных выставок и конкурсов, IFFA, «Продэкспо», «Мясная индустрия», «100 лучших товаров России», «Золотая осень» и др.

## Статьи и публикации
- Софья Трофимова. ОАО «Брянский мясокомбинат»: традиции вкуса и качества // «Брянская ТЕМА» : информационно-аналитический журнал. — 2011. — № 3(41).